# Layrac-sur-Tarn
 Layrac-sur-Tarn  là một xã thuộc tỉnh Haute-Garonne trong vùng Occitanie tây nam nước Pháp. Xã này nằm ở khu vực có độ cao trung bình 104 mét trên mực nước biển.

## di tích

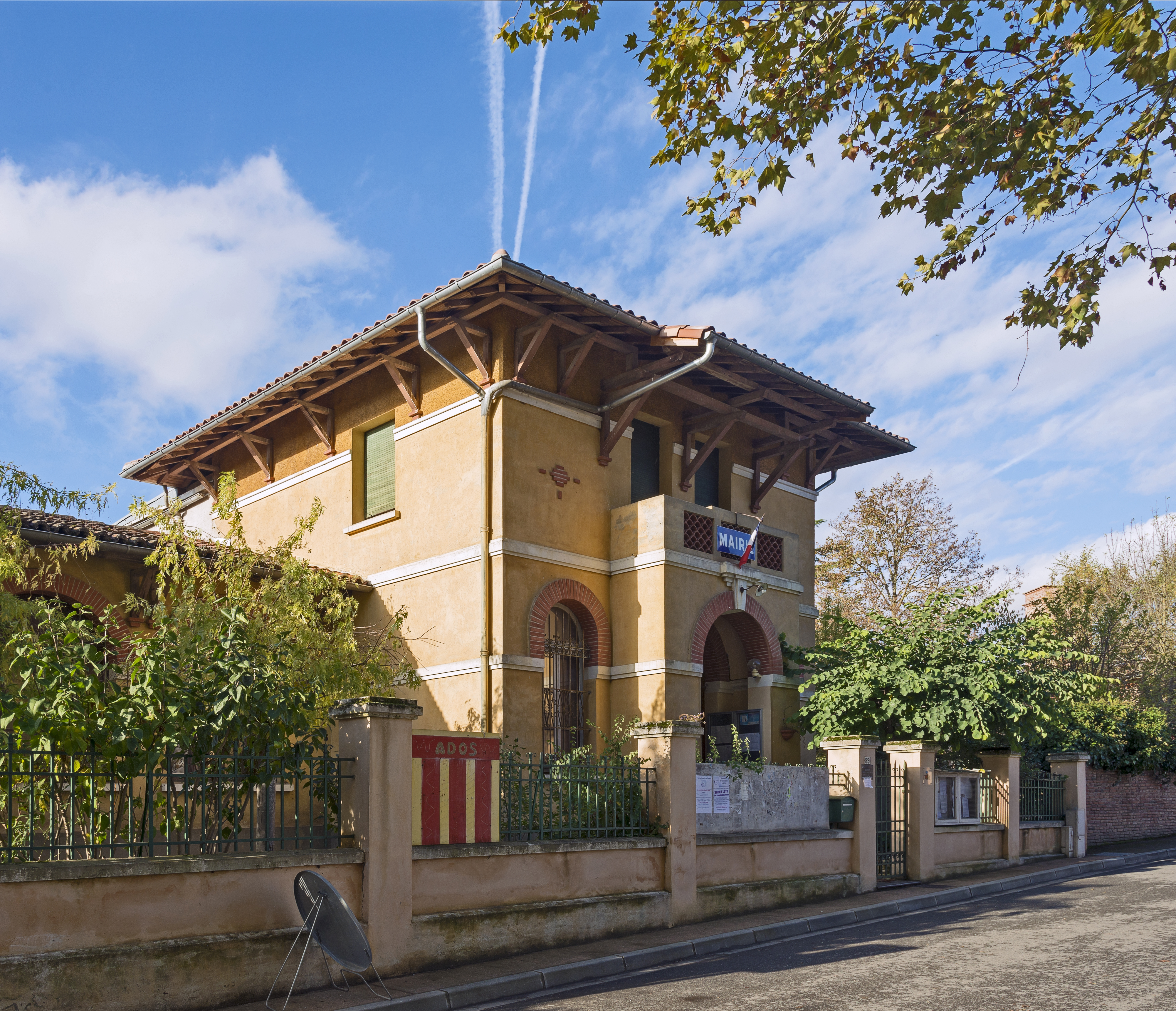
tòa thị sảnh
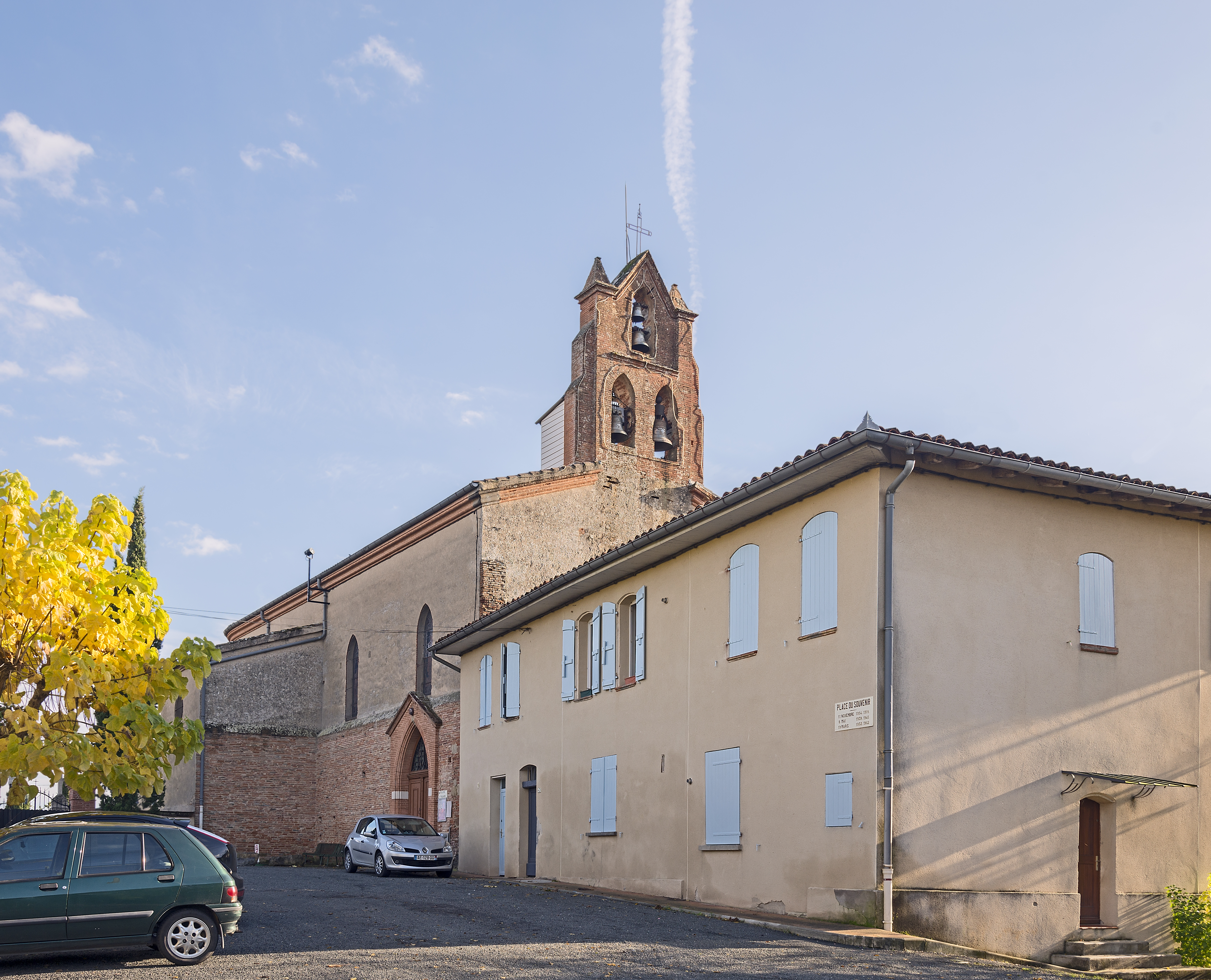
nhà thờ